# Edgaria blackburni
Edgaria blackburni är en stekelart som först beskrevs av Girault 1928.  Edgaria blackburni ingår i släktet Edgaria och familjen puppglanssteklar. Inga underarter finns listade i Catalogue of Life.